# Freinsheim
Freinsheim, pfälzisch „Fränsem“, ist mit rund 5000 Einwohnern eine der kleineren Städte in Rheinland-Pfalz. Sie ist ein Bestandteil des Landkreises Bad Dürkheim, innerhalb dessen sie gemessen an der Einwohnerzahl die viertgrößte Ortsgemeinde darstellt, und ist Verwaltungssitz der gleichnamigen Verbandsgemeinde, der sie auch angehört. Freinsheim ist gemäß Landesplanung als Grundzentrum ausgewiesen.

## Geographie
Freinsheim liegt in der vorderpfälzischen Rheinebene, ungefähr 12 km westlich von Ludwigshafen zwischen Bad Dürkheim und Grünstadt, in der Nähe der Deutschen Weinstraße. Nachbargemeinden sind, von Norden im Uhrzeigersinn, Bissersheim, Großkarlbach, Weisenheim am Sand, Erpolzheim, Bad Dürkheim, Kallstadt, Herxheim am Berg und Dackenheim.
Eine Exklave im Pfälzerwald bildet die Waldung um das ehemalige Forsthaus Lindemannsruhe, in dem sich heute ein Waldgasthaus befindet. Sie umfasst die Nord- und Westflanke des Rahnfels. Innerhalb des Stadtgebiets entspringt der Fuchsbach, dessen größere Wassermenge über Schrakelbach und Eckbach den Rhein erreicht.

## Geschichte

### Frühgeschichte und Mittelalter

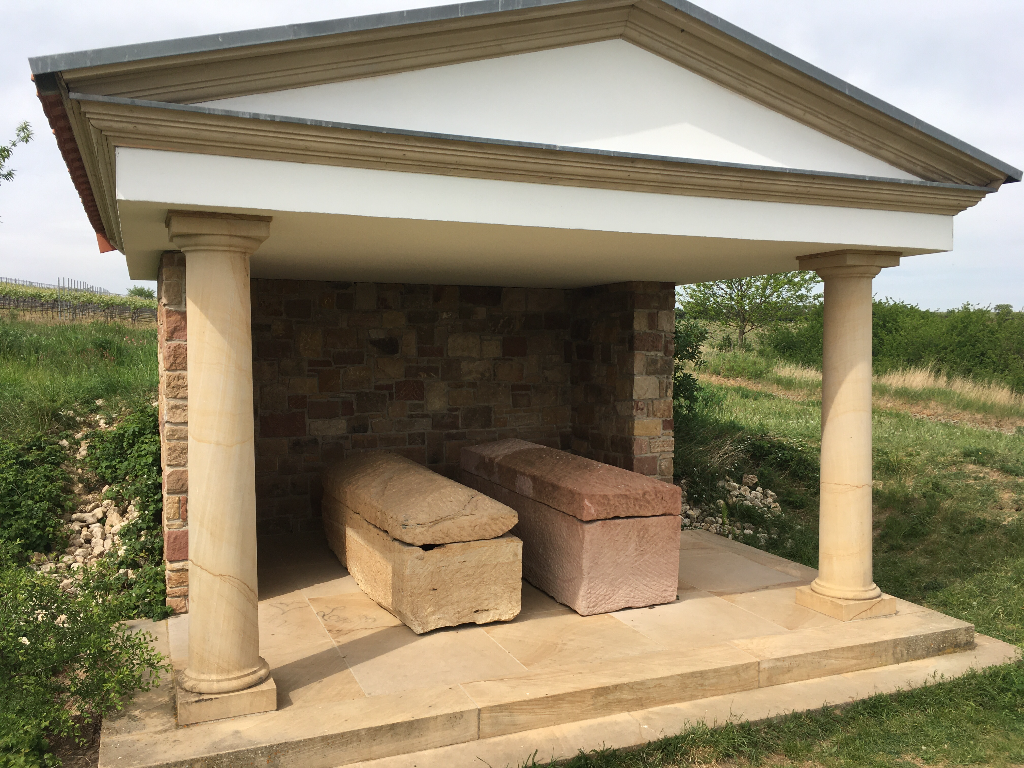
Moderner Schutzbau bei Freinsheim mit zwei spätantiken Sarkophagen

Wie archäologische Grabungen belegen, ist die Gemarkung von Freinsheim seit etwa 5000 Jahren von Menschen besiedelt. Die spätantiken Gräber auf der Freinsheimer Höhe, sieben römische Bestattungen des 4. Jahrhunderts n. Chr., die 2006 ausgegraben wurden, belegen nahegelegene Ansiedlungen, vermutlich zwei villae rusticae nördlich des heutigen Ortes. Ein geordnetes Gemeinwesen existierte wahrscheinlich ab dem 6. Jahrhundert, worauf die Entdeckung eines merowingerzeitlichen Reihengräberfriedhofs schließen lässt. Erstmals urkundlich erwähnt wurde Freinsheim im Jahr 773 in Aufzeichnungen des im heutigen Elsass liegenden Benediktinerklosters Weißenburg. Im Jahr 985 wurde Freinsheim Opfer des Salischen Kirchenraubs.

### Kurpfalz

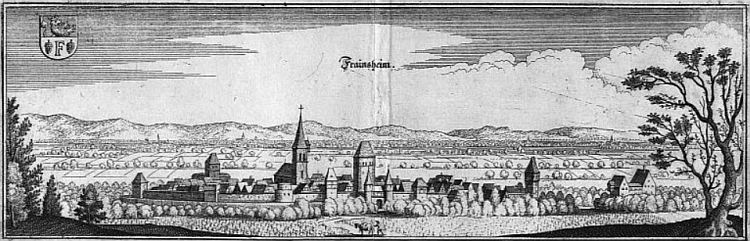
Ansicht (um 1640) von Matthäus Merian

Im 15. Jahrhundert fiel Freinsheim an die Kurpfalz, die zum Kurrheinischen Reichskreis gehörte, in deren Auftrag die bereits vorhandenen Befestigungsanlagen ausgebaut wurden. Als letztes Bauteil der Stadtmauer wurde 1514 das Eisentor fertiggestellt, dessen Name aus dem pfälzischen Dialektausdruck für Äußeres Tor entstand. Im Pfälzischen Erbfolgekrieg wurde Freinsheim 1689 stark zerstört, es blieben nur noch Grundmauern stehen. Im frühen 18. Jahrhundert erfolgte der Wiederaufbau. Herausgehobene Verwaltungsfunktionen innerhalb der Kurpfalz, vor allem die Einrichtung eines Unteramts, förderten den wirtschaftlichen Aufschwung.
1712 erwarb der kurpfälzische General und Heidelberger Oberamtmann Johann Wilhelm von Efferen das 300 Morgen umfassende jungkennsche Gut in Freinsheim mit dem heutigen Retzerhaus (Herrenstraße 10) als Adelssitz. 1724, in seinem Todesjahr, vermachte er die Liegenschaft dem Kölner Karmelitinnenkloster St. Maria in der Kupfergasse, damit man einen Filialkonvent in Heidelberg errichten konnte; zusätzlich sollten mit dem Besitz Kosten und Mitgift zum Eintritt von vier armen Novizinnen gedeckt werden. Hintergrund der Schenkung an das weit entfernte Kölner Kloster war, dass dort seit 1714 Prinzessin Maria Anna von Pfalz-Sulzbach (1693–1762), die Schwester des damaligen Kurpfälzer Thronprätendenten Joseph Karl von Pfalz-Sulzbach, als Nonne lebte; von dieser erbat General Efferen auch die Entsendung einer Priorin. Nach seinem Tod wurde das Projekt eines Heidelberger Filialklosters nicht verwirklicht, weil die Regierung nicht zustimmte. Die Kölner Nonnen erbten jedoch das große Freinsheimer Gut mit dem schlossartigen Retzerhaus. Dieser Umstand wurde von großer Bedeutung für die Freinsheimer Katholiken, die seit der Reformation keine eigene Kirche und keinen Pfarrer mehr besaßen. Aus Köln entsandte man 1728 den Priester Johann Jacob Creuzberg als Gutsverwalter dorthin, und die Karmelitinnen ließen in ihrem neuen Haus den „großen unteren Saal“ als katholische Ortskirche einrichten. Mit Einverständnis des zuständigen Wormser Bischofs übte der aus Köln stammende Geistliche in Freinsheim bis 1745 die reguläre Seelsorge aus. Nach seinem Weggang konnte wieder eine Pfarrei gegründet werden. Der Gutshof der Kölner Nonnen diente weiterhin als katholische Kirche, bis 1771–1773 eine neue gebaut wurde.

### 19. und 20. Jahrhundert
Von 1798 bis 1814, als die Pfalz ein Teil der Französischen Republik (bis 1804) und anschließend ein Teil des Napoleonischen Kaiserreichs war, war Freinsheim in den Kanton Dürkheim eingegliedert und der Sitz einer eigenen Mairie. 1815 hatte der Ort 1568 Einwohner. Im selben Jahr wurde er Österreich zugeschlagen. Bereits ein Jahr später wechselte der Ort mit der gesamten Region in das Königreich Bayern, das daraus die Rheinpfalz bildete. Von 1818 bis 1862 gehörte Freinsheim dem Landkommissariat Neustadt an; aus diesem ging das Bezirksamt Neustadt hervor.
1902 wechselte Freinsheim in das neu geschaffene Bezirksamt Dürkheim, ehe dieses 1931 wieder in sein Neustadter Pendant eingegliedert wurde. Ab 1939 war der Ort Bestandteil des Landkreises Neustadt. Nach dem Zweiten Weltkrieg wurde Freinsheim innerhalb der französischen Besatzungszone Teil des 1946 neu gebildeten Landes Rheinland-Pfalz. Im Zuge der ersten rheinland-pfälzischen Verwaltungsreform wechselte der Ort am 7. Juni 1969 in den neu geschaffenen Landkreis Bad Dürkheim. Seit 1972 ist Freinsheim Verwaltungssitz einer Verbandsgemeinde. Mit Wirkung vom 23. Juni 1979 erkannte die Landesregierung Freinsheim wegen seiner historischen Bedeutung den Titel Stadt zu.
1846 wurde eine Synagoge gebaut, die bis 1894 genutzt wurde. Das Gebäude überstand das Dritte Reich. Die Judengasse weist ebenfalls auf die einstige jüdische Gemeinde hin.
Seit 1993 steht in der Stadt das Bait us-Salam, übersetzt Haus des Friedens, der islamischen Ahmadiyya-Gemeinschaft.

### Konfessionsstatistik
Mit Stand 30. Juni 2005 waren von den Einwohnern 50,0 % evangelisch und 22,6 % römisch-katholisch. 27,4 % waren konfessionslos oder gehörten einer anderen Glaubensgemeinschaft an. Der Anteil der Protestanten und Katholiken an der Gesamtbevölkerung ist seitdem gesunken. Derzeit (Stand Januar 2025) liegt der Anteil der evangelischen Bürger bei 34,3 % und der katholischen bei 17,8 %. 47,9 % sind konfessionslos oder gehören einer anderen Glaubensgemeinschaft an.

### Einwohnerentwicklung
| Freinsheim: Einwohnerzahlen von 2012 bis 2024 | Freinsheim: Einwohnerzahlen von 2012 bis 2024 | Freinsheim: Einwohnerzahlen von 2012 bis 2024 | Freinsheim: Einwohnerzahlen von 2012 bis 2024 | Freinsheim: Einwohnerzahlen von 2012 bis 2024 |
| --------------------------------------------- | --------------------------------------------- | --------------------------------------------- | --------------------------------------------- | --------------------------------------------- |
| Jahr                                          |                                               |                                               |                                               | Einwohner                                     |
| 2012                                          | 2012                                          |                                               | 4.964                                         | 4.964                                         |
| 2015                                          | 2015                                          |                                               | 5.026                                         | 5.026                                         |
| 2020                                          | 2020                                          |                                               | 4.923                                         | 4.923                                         |
| 2024                                          | 2024                                          |                                               | 4.772                                         | 4.772                                         |
| Quelle(n): statistik.rlp.de                   |                                               |                                               |                                               |                                               |

## Politik

### Stadtrat
Der Stadtrat besteht aus 20 Ratsmitgliedern, die bei der Kommunalwahl am 9. Juni 2024 in einer personalisierten Verhältniswahl gewählt wurden, und dem ehrenamtlichen Stadtbürgermeister als Vorsitzendem.
Die Sitzverteilung im Gemeinderat:
| Wahl | SPD | CDU | FDP | Grüne | FWG | Gesamt   |
| ---- | --- | --- | --- | ----- | --- | -------- |
| 2024 | 5   | 7   | 2   | 2     | 4   | 20 Sitze |
| 2019 | 4   | 5   | 2   | 3     | 6   | 20 Sitze |
| 2014 | 6   | 5   | 1   | 1     | 7   | 20 Sitze |
| 2009 | 8   | 5   | 2   | –     | 5   | 20 Sitze |
| 2004 | 8   | 7   | 1   | –     | 4   | 20 Sitze |
| 1999 | 9   | 6   | 2   | 1     | 2   | 20 Sitze |

* FWG = Freie Wählergruppe der Stadt Freinsheim e. V.

### Stadtbürgermeister
Der Winzermeister Jochen Weisbrod (CDU) wurde am 11. Juli 2024 Stadtbürgermeister von Freinsheim. Bei der Direktwahl war er bei einer Wahlbeteiligung von 71,3 % ohne Gegenkandidaten mit 73,1 % der Stimmen gewählt worden.
Weisbrods Vorgänger, der Diplom-Pädagoge Matthias Weber (FWG), war im Juni 2016 zum Nachfolger von Jürgen Oberholz (FWG) gewählt und bei der Wahl im Mai 2019 im Amt bestätigt worden. Zur Wahl 2024 trat er nicht erneut an.

### Wappen
| Banner, Wappen und Hissflagge |  |
|                               |  |
|                               |  |

| | Blasonierung: „Von Blau und Silber geteilt, oben ein wachsender linksgewendeter rotbewehrter, -bezungter und -bekrönter goldener Löwe, unten ein roter Großbuchstabe F, beseitet von je einer grünbestielten blauen Traube.“ |
| Wappenbegründung: Der gekrönte Löwe symbolisiert die historische Kurpfalz, das F steht für den Anfangsbuchstaben der Stadt (→ Initialwappen), die beiden blauen Trauben verdeutlichen, dass in Freinsheim schon früh auf den Anbau roter Rebsorten gesetzt wurde, die hier nahezu die Hälfte der bestockten Rebfläche einnehmen. | |

### Städtepartnerschaften
Freinsheim unterhält Städtepartnerschaften mit den Kleinstädten Marcigny in Burgund (Frankreich) und Buttstädt im thüringischen Landkreis Sömmerda.

## Kultur und Sehenswürdigkeiten

### Bauwerke

#### Stadtmauer

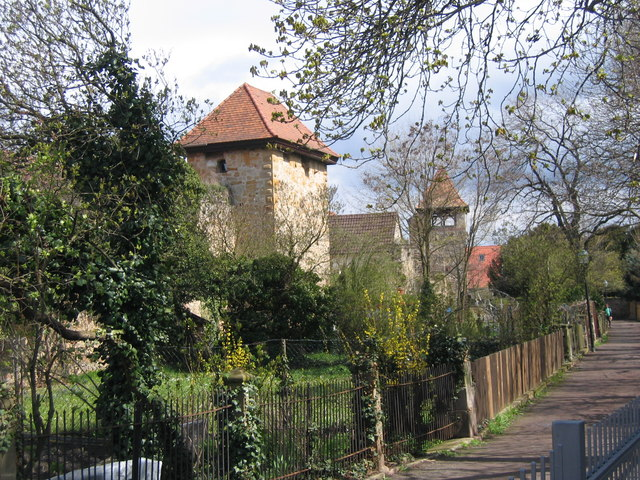
Stadtmauer im Südwesten
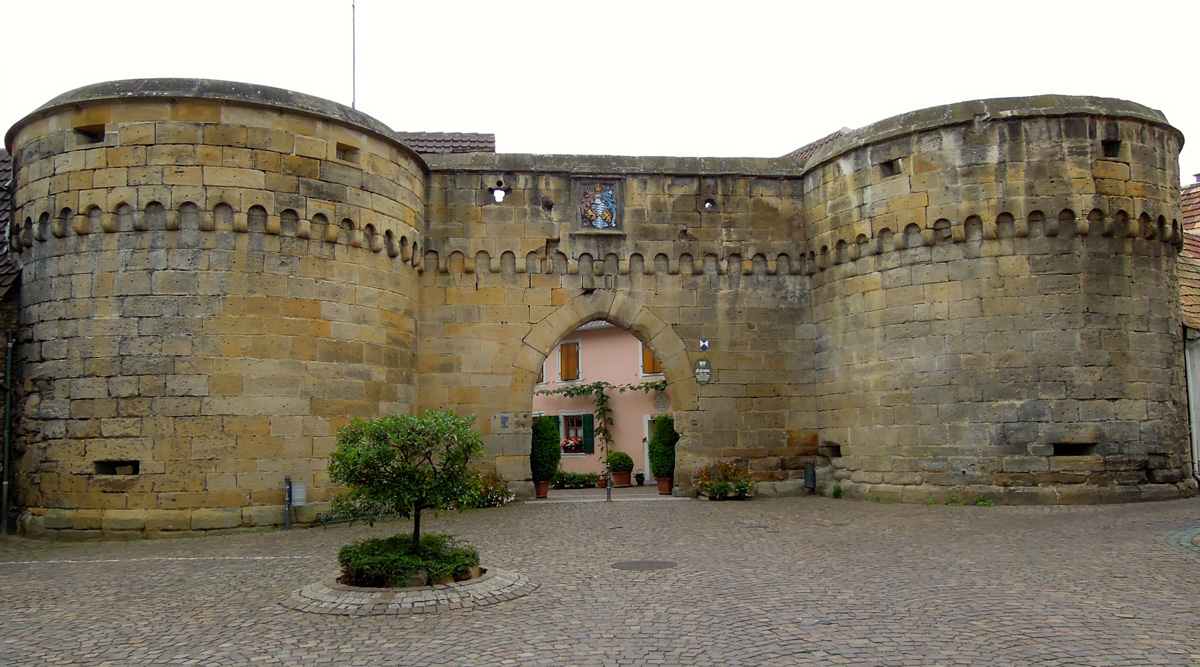
Eisentor
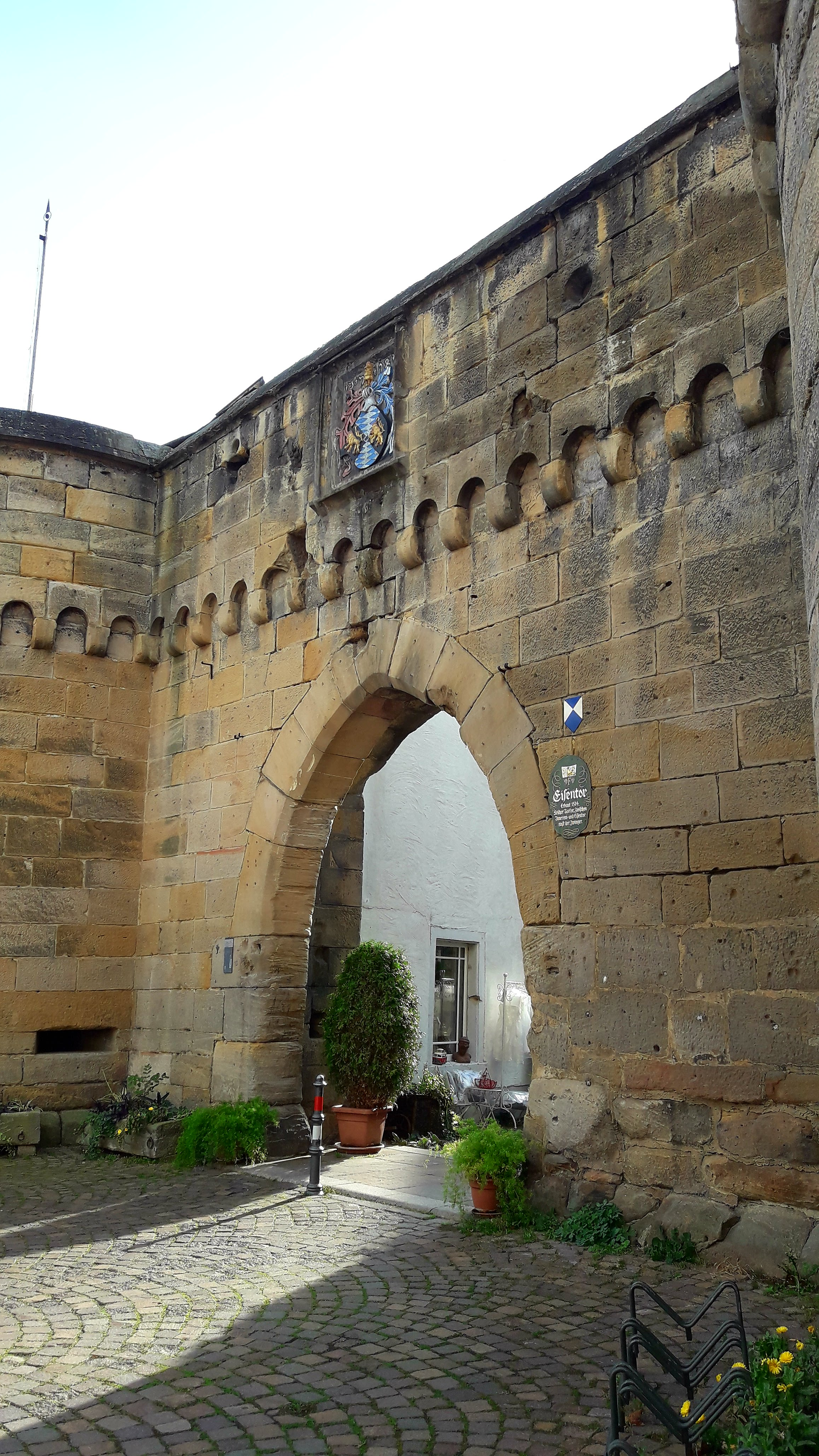
Eisentor
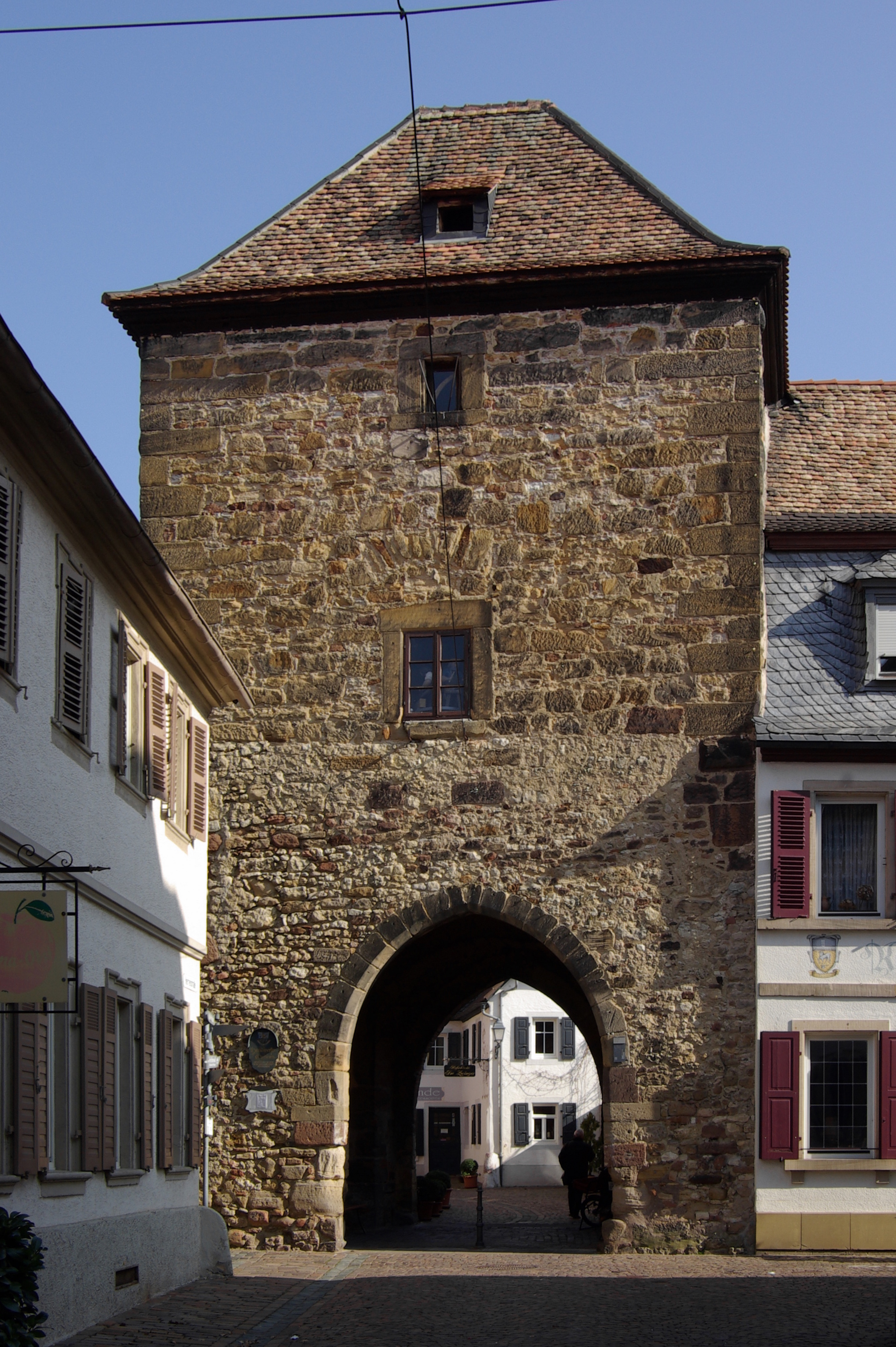
Inneres Vortor zum Eisentor
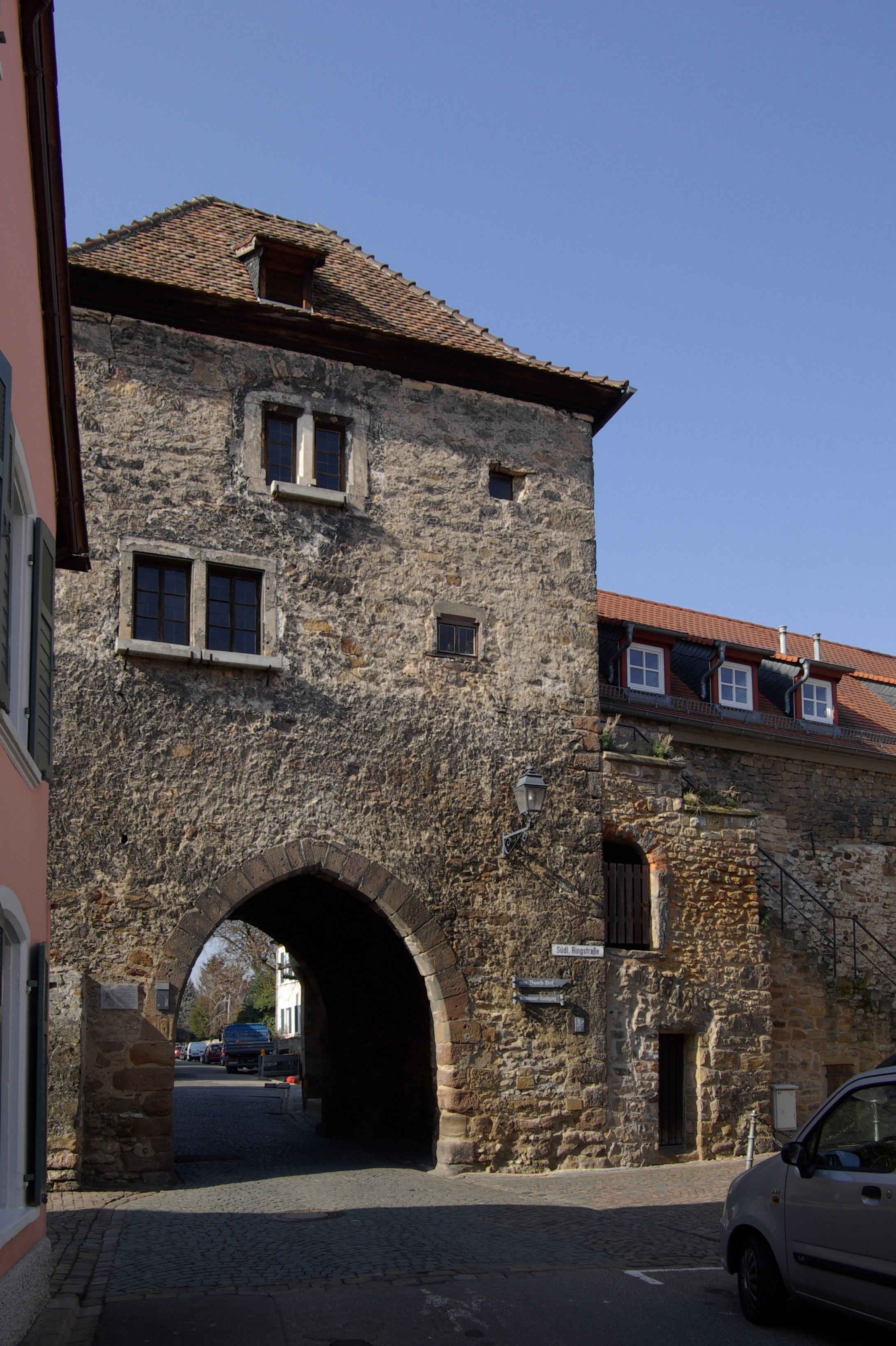
Haintor
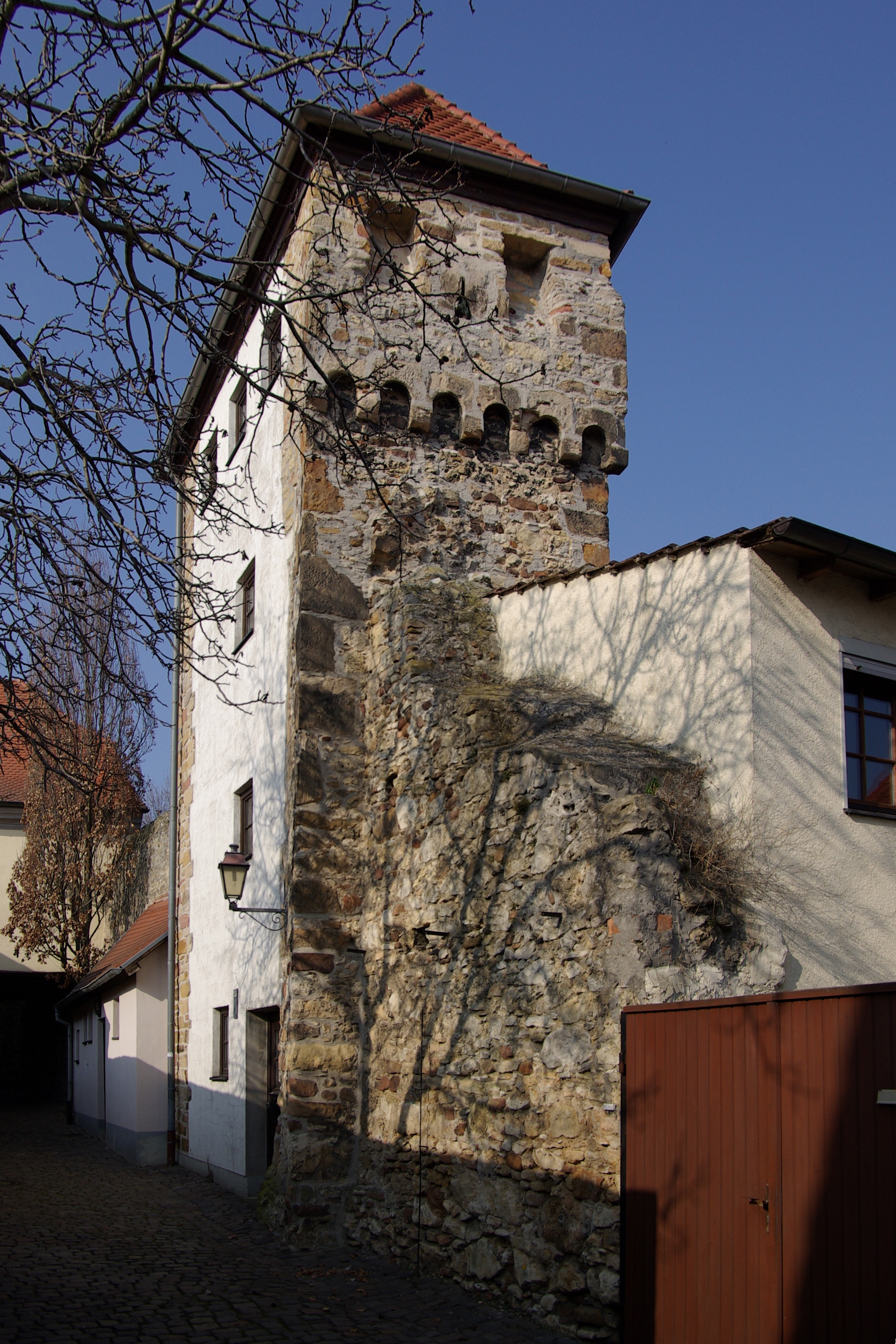
Hahnenturm

Die spätgotische Stadtmauer mit Türmen und Toren ist fast vollständig erhalten. Sie ist etwa 1000 m lang und prägt das Stadtbild. Besonders bemerkenswert ist das Vortor zum Eisentor mit Flankierungstürmen und kurpfälzischem Wappen. Die Stadtmauer ist in ihrem gesamten Umfang ein Kulturdenkmal aufgrund des rheinland-pfälzischen Denkmalschutzgesetzes.
Der Stadtkern ist außerordentlich gut restauriert. Aufgrund des intakten historischen Ortskerns wird Freinsheim auch als das „pfälzische Rothenburg“ bezeichnet, in Anlehnung an den fränkischen Ort, der als Sinnbild des romantischen deutschen Städtchens weltweite Bekanntheit erlangt hat.

#### Protestantische Kirche

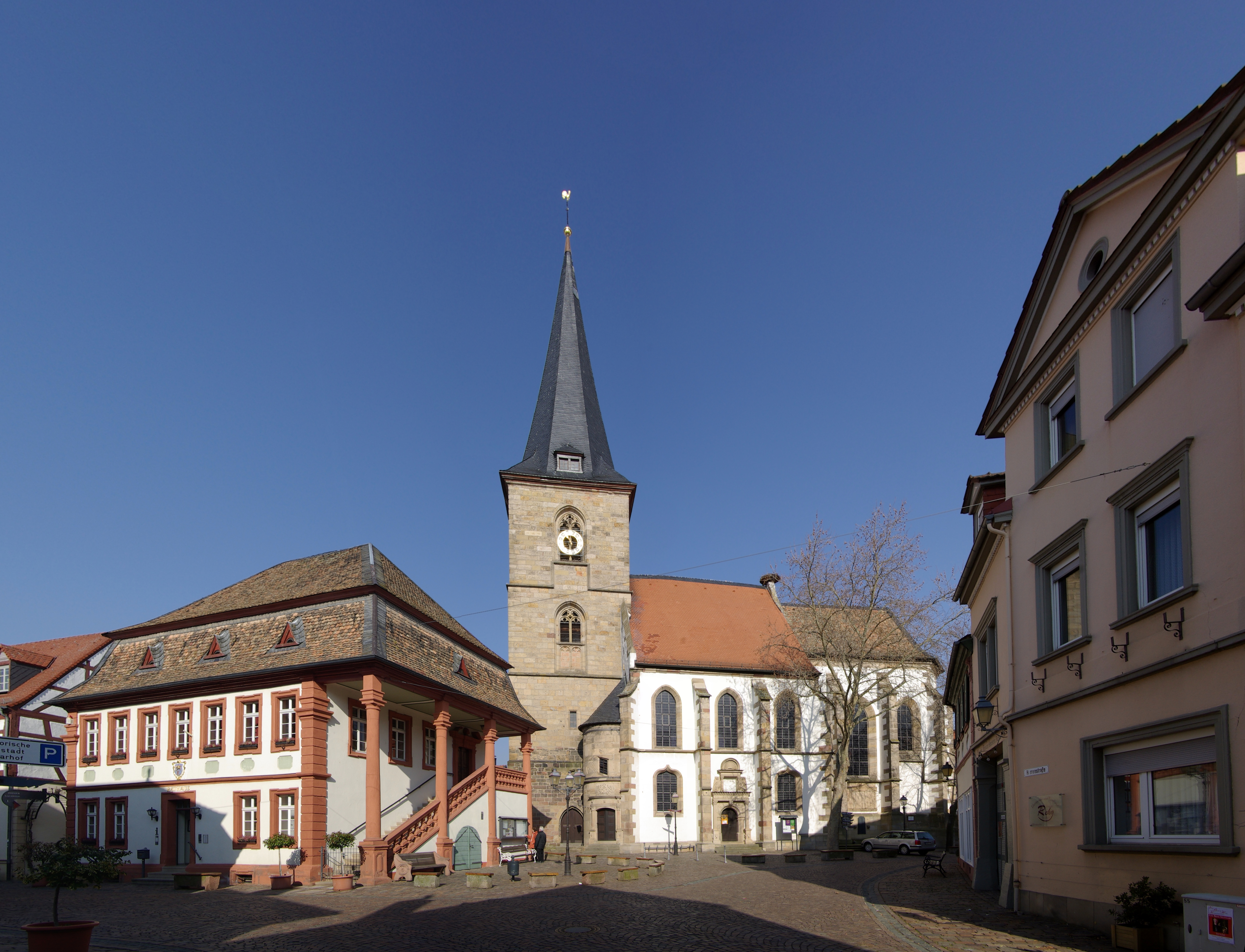
Rathaus und protestantische Pfarrkirche

Die alte Hauptkirche am Markt, die seit dem 16. Jahrhundert protestantisch ist, blickt auf eine bewegte Geschichte zurück.

#### Ehemaliges Schloss
Die seit 1471 in kurpfälzischem Besitz stehende Wasserburg lag außerhalb der Stadtmauern. Der umgebende Graben ist noch mit Wasser gefüllt, der jetzige Hauptbau ist ein Wohnhaus vom Anfang des 19. Jahrhunderts.
Bildstock

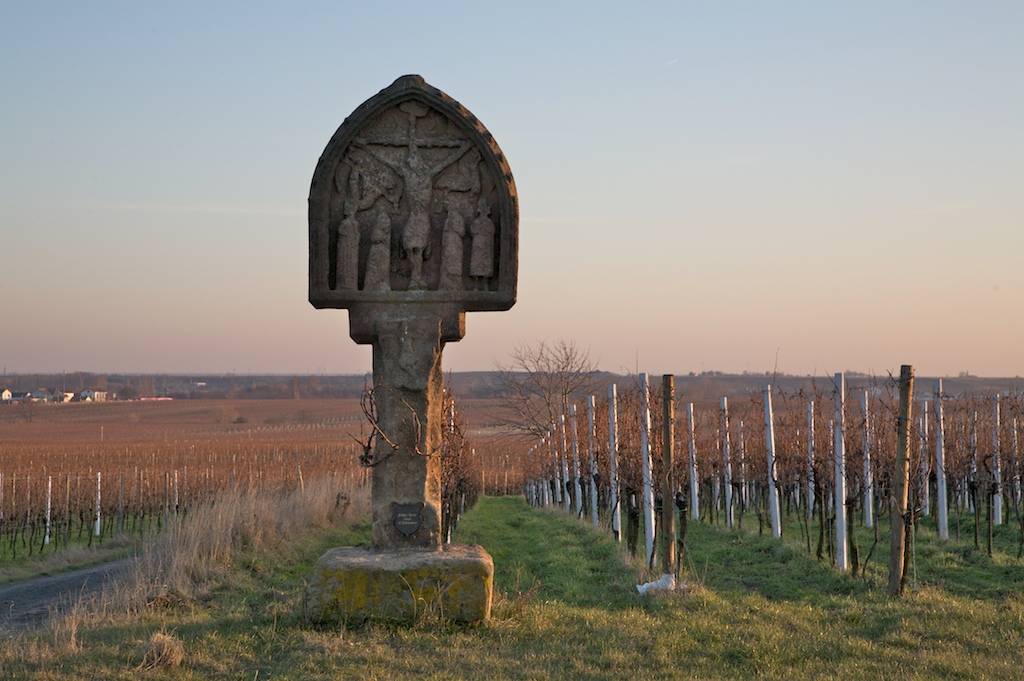
Bildstock Schwarzes Kreuz

In den Weinbergen an der Straße nach Ungstein steht ein spätgotischer Bildstock mit Kreuzigungsgruppe in spitzbogigem Gehäuse. Er trägt den Namen Schwarzes Kreuz; nach ihm ist auch eine Freinsheimer Weinlage benannt.
Kapellenruine
Auf dem Bergfriedhof südlich und etwas außerhalb der Stadt steht ein romanischer Westturm als ehemaliger Eingangsturm in die ebenfalls romanische Kapelle Zu unserer lieben Frau auf dem Berge. Formen am Westportal lassen auf eine Entstehung um die Mitte des 11. Jahrhunderts schließen, die ursprüngliche Dachausbildung ist nicht mehr vorhanden.

### Museen
- Historisches Spielzeugmuseum Freinsheim
- Handwerkermuseum Freinsheim

### Regelmäßige Veranstaltungen
Rotweinwanderung
Die Rotweinwanderung wird am vierten Wochenende des Januars veranstaltet. Zur Eröffnung findet freitags mit Einbruch der Dunkelheit eine Fackelwanderung statt, bei der unterwegs Schwedenfeuer aufgebaut sind. Samstags und sonntags findet die Wanderung über Tag statt. Entlang des Wanderwegs durch die Weinberge um Freinsheim bieten dabei die örtlichen Winzer ausgesuchte Rotweine und begleitende Speisen an.
Blütenfest
Das Blütenfest findet jedes Jahr zur Frühlingszeit statt. Teilnehmer können in den Winzerhöfen mit einer Weinkarte zum Festpreis die verschiedenen neu abgefüllten Weine probieren.
Freinsheimer Altstadtfest
Am ersten Wochenende im Juni findet jährlich das Freinsheimer Altstadtfest statt. Es steht unter dem Motto „Wein und Kultur auf historischen Plätzen“. Die Stadt Freinsheim legt dabei Wert auf anspruchsvolle Kulturdarbietungen, die dann auf dem Marktplatz, im Retzer- oder im Saarhof präsentiert werden. Das Fest dauert in der Regel von Freitag bis Sonntag.
Stadtmauerfest
Das Stadtmauerfest am dritten Wochenende im Juli in der historischen Kulisse zählt zu den bedeutendsten Weinfesten der Region.
Kulinarischer Weinwanderweg
Am vierten Septemberwochenende führt samstags und sonntags der Kulinarische Weinwanderweg durch die Weinberge der Stadt. Winzer und Gastronomiebetriebe offerieren traditionelle Pfälzer Hausmannskost, mediterrane Gerichte sowie Wein und Federweißen.
Weihnachtsmarkt
Der Weihnachtsmarkt an den vier Wochenenden in der Adventszeit wirbt mit seinem Krippenspiel, bei dem als besondere Attraktion lebende Tiere mitwirken.

## Wirtschaft und Infrastruktur

### Wirtschaft
| Größte Weinbaugemeinden im Anbaugebiet                                                     | Rang unter allen rheinland-pfälzischen Weinbaugemeinden nach Rebfläche | Bestockte Rebfläche 2017 (in ha) | Rebsorten | Rebsorten |
| Größte Weinbaugemeinden im Anbaugebiet                                                     | Rang unter allen rheinland-pfälzischen Weinbaugemeinden nach Rebfläche | Bestockte Rebfläche 2017 (in ha) | weiße     | rote      |
| Größte Weinbaugemeinden im Anbaugebiet                                                     | Rang unter allen rheinland-pfälzischen Weinbaugemeinden nach Rebfläche | Bestockte Rebfläche 2017 (in ha) | (in %)    | (in %)    |
| ------------------------------------------------------------------------------------------ | ---------------------------------------------------------------------- | -------------------------------- | --------- | --------- |
| Pfalz                                                                                      |                                                                        | 23.652                           | 65        | 35        |
| Landau (Pfalz)                                                                             | 1                                                                      | 2.067                            | 66        | 34        |
| Neustadt (Weinstr.)                                                                        | 2                                                                      | 2.031                            | 67        | 33        |
| Billigheim-Ingenheim                                                                       | 4                                                                      | 843                              | 62        | 38        |
| Bad Dürkheim                                                                               | 6                                                                      | 819                              | 68        | 32        |
| Kirrweiler                                                                                 | 14                                                                     | 589                              | 67        | 33        |
| Edesheim                                                                                   | 17                                                                     | 505                              | 61        | 39        |
| Deidesheim                                                                                 | 18                                                                     | 498                              | 85        | 15        |
| Wachenheim (Weinstr.)                                                                      | 20                                                                     | 473                              | 75        | 25        |
| Göcklingen                                                                                 | 22                                                                     | 464                              | 65        | 34        |
| Freinsheim                                                                                 | 25                                                                     | 437                              | 61        | 39        |
| Quelle: Faltblatt Weinbau 2018. Statistisches Landesamt Rheinland-Pfalz, Bad Ems, Mai 2018 |                                                                        |                                  |           |           |

Freinsheim zählt zu den größten Weinbaugemeinden der Pfalz. Seit der Mitte des 20. Jahrhunderts hat der Weinbau, vor allem die Kultivierung von roten Rebsorten, den früher vorherrschenden Obstanbau zurückgedrängt. Auf Gemarkung der Stadt befinden sich die Großlage Rosenbühl sowie die Einzellagen Goldberg, Musikantenbuckel, Oschelskopf und Schwarzes Kreuz. Von 1956 bis Anfang 2010 war die Stadt Sitz eines der großen deutschen Obstsäfte-Hersteller. Dank der historischen Altstadt ist mittlerweile auch der Tourismus zu einem wichtigen Wirtschaftsfaktor geworden.

### Verkehr

#### Schienenverkehr
Der Freinsheimer Bahnhof ist Schnittpunkt der 1873 auf voller Länge eröffneten Pfälzischen Nordbahn Neustadt–Monsheim und der Bahnstrecke Freinsheim–Frankenthal. Somit gibt es Direktverbindungen in Richtung Neustadt, Frankenthal sowie nach Grünstadt beziehungsweise Ramsen.
Da sich die Verkehrsströme in der Region nördlich von Freinsheim nach dem Zweiten Weltkrieg zunehmend in Richtung Ludwigshafen und Frankenthal umorientierten, endeten die Züge der Nordbahn aus südlicher Richtung in Freinsheim, während die aus Richtung Frankenthal bis nach Grünstadt durchgebunden wurden. Mittlerweile wird jede zweite Fahrt aus Neustadt nach Grünstadt durchgebunden, während die übrigen in Freinsheim enden oder beginnen. Die Züge aus Frankenthal werden bis nach Ramsen an der Eistalbahn geführt, an Sonn- und Feiertagen führen diese bis zum Eiswoog.
Von Neustadt und Frankenthal aus bestehen Fernverbindungen in Richtung Mannheim, Saarbrücken und Mainz.

#### Straßenverkehr
Über die nahe B 271 ist Freinsheim an die A 6 (Mannheim–Saarbrücken), A 61 (Koblenz–Speyer) und A 65 (Ludwigshafen–Karlsruhe) angebunden.
Außer auf den Hauptdurchfahrtsstraßen (Landesstraßen) ist im gesamten Ort entweder 30 km/h oder verkehrsberuhigte Zone ausgewiesen.

#### Radwege
Durch Freinsheim verlaufen der Radweg Deutsche Weinstraße und der Kraut-und-Rüben-Radweg.

### Vereine
In Freinsheim gibt es ein reges Vereinsleben. Die beiden größten Vereine sind der Turn- und Sportverein 1885 und der Diakonieverein. In weiteren Vereinen wird Sport getrieben, das kulturelle Erbe gepflegt, geselliges Miteinander gelebt, und zahlreiche Fördervereine unterstützen gemeinnützige Einrichtungen.

## Persönlichkeiten

### Ehrenbürger
- Klaus Bähr (1938–2020), von 1981 bis 2009 Stadtbürgermeister, Mitinitiator und Juryvorsitzender des Hermann-Sinsheimer-Preises, erhielt 2009 das Bundesverdienstkreuz für 60 Jahre politisches und kulturelles Engagement sowie später die Ehrenbürgerwürde.[25]
- Gottfried Nisslmüller (* 1937), von 1991 bis 2001 Landrat des Kreises Germersheim, war von 1972 bis 1991 Verbandsbürgermeister in Freinsheim und erhielt 2014 das Bundesverdienstkreuz. Am 8. November 2019 wurde ihm die Ehrenbürgerwürde verliehen.[26]
- Gerhard Hartkorn (1934–2025), langjähriger Vorsitzender des Gewerbevereins Freinsheim e. V. und der Stiftung Freinsheim e. V., machte sich verdient um die Erhaltung von Kulturdenkmälern und initiierte die Errichtung von Kunst im öffentlichen Raum in Freinsheim. Am 18. Januar 2020 wurde er zum Ehrenbürger ernannt.[27]

### Söhne und Töchter der Stadt

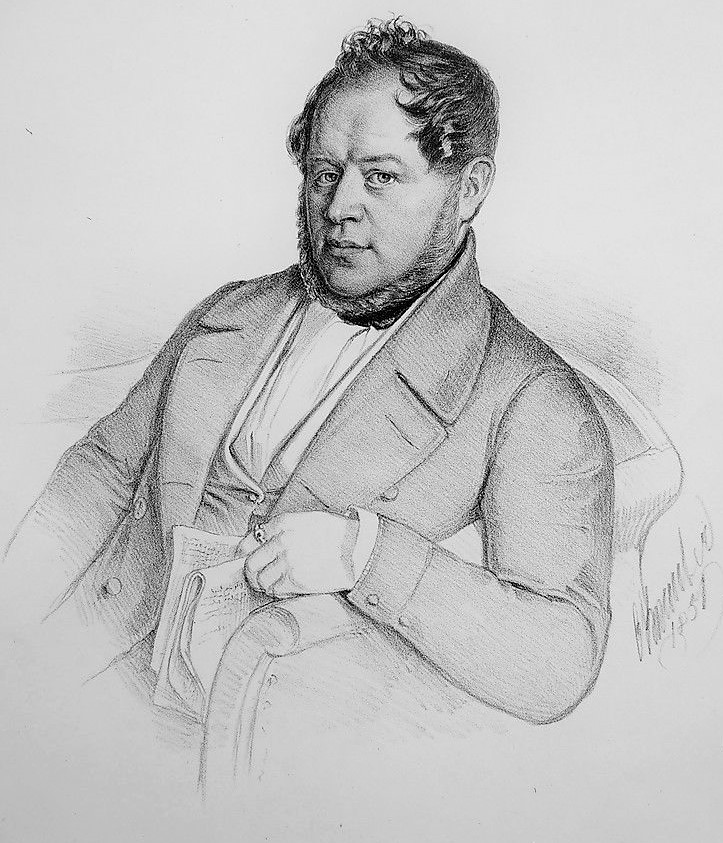
Philipp Tillmann 1851

- Philipp Engelmann (1518–1600), letzter Schaffner (Vermögensverwalter) des Klosters Maria Himmelskron in Worms; Grabstein im Wormser Stadtmuseum,[28] Grabstein der Frau in Worms-Hochheim, ehemalige Klosterkirche[29]
- Martin Eberhard von Jungkenn (~1679–1769), preußischer Generalmajor und Chef des Garnisonsregiments „von Grape“
- Henry Antes (1701–1755), aus Freinsheim stammender Siedler in Pennsylvania, Errichter des Henry Antes House
- Alois von Hornberger (1779–1845), für Tapferkeit hoch dekorierter und geadelter Offizier der Bayerischen Armee
- Gottfried Weber (1779–1839), ausgebildeter Jurist, Musiktheoretiker, Musiker am Mannheimer Konservatorium
- Philipp Lorenz Geiger (1785–1836), Chemiker und Pharmazeut
- Anna von Szent-Ivanyi (1797–1889), Freifrau halb-ungarischer Abstammung, Wohltäterin von Freinsheim und Deidesheim
- Philipp Tillmann (1809–nach 1881), Gutsbesitzer in Edesheim, 1845–1855 und 1863–1881 Mitglied der bayerischen Abgeordnetenkammer
- Karl Heinrich Fleischmann (1867–1954), Kirchenpräsident
- Maximilian Neu (1877–1940), Mediziner, Arzt und Gynäkologe
- Peter Drescher (1880–1937), Domkapellmeister
- Hermann Sinsheimer (1883–1950), in der Zeit des Nationalsozialismus wegen seiner jüdischen Glaubenstradition verfolgter Jurist und Autor, der nach seiner Emigration auch Erinnerungen an seine Kindheit in Freinsheim niederschrieb. Ihm zu Ehren verleiht die Stadt den Hermann-Sinsheimer-Preis und die Hermann-Sinsheimer-Plakette.
- Franz Lind (1900–1967), Maler und Bildhauer
- Herbert Gustavus (1927–2014), Politiker (SPD)
- Gert Weber (1927–2010), Gründer und langjähriger Leiter der Stadtbücherei, Initiator von Hermann-Sinsheimer-Preis und Hermann-Sinsheimer-Plakette
- Ruth Kröther (1951–2012), Pfälzische Weinkönigin 1970/71 und Deutsche Weinkönigin 1971/72
- Manfred Scherer (* 1951), Politiker (CDU)

### Weitere Persönlichkeiten
Nicht in Freinsheim geborene, aber mit der Gemeinde verbundene Persönlichkeiten:
- Johann Bartholomäus von Busch (1680–1739), Professor der Rechte in Heidelberg, Diplomat und Vizekanzler der Kurpfalz, Besitzer des von-Busch-Hofs
- Johann Wilhelm von Efferen († 1724), kurpfälzischer General und Heidelberger Oberamtmann, war Gutsbesitzer in Freinsheim.
- Hans-Helmut Görtz (* 1950 in Edenkoben), promovierter Chemiker, Familien- und Heimatforscher, lebt in Freinsheim.[30]
- Heinrich Peter Postel (1950–2018), geboren in Bad Dürkheim, ab 1970 Bürger von Freinsheim, Sozialdemokrat und Gewerkschafter, war von 1994 bis 2009 1. Beigeordneter und von 1992 bis 2009 Vorsitzender der Städtepartnerschaft mit Marcigny (Frankreich).
- Emil Bert Hartwig (1907–1996), Maler, Meisterschüler bei Paul Klee, lebte in Freinsheim und ist dort gestorben.
- Friedrich Jossé (1897–1994), Maler und Graphiker, wuchs in Freinsheim auf.
- Joseph Sales Miltenberger (1777–1854), Dompropst und Generalvikar der Diözese Speyer, war 1809/1810 katholischer Pfarrer in Freinsheim.
- Manfred Mühlbeyer (* 1955), Buch-, Bühnen- und Filmautor, Regisseur und Eventmanager, lebt vor Ort.
- Johannes Pfeiffer (1886–1965), katholischer Theologe, Professor an der Universität von Santiago de Chile, war als Emeritus Pfarrer in Freinsheim und wurde dort beigesetzt.
- Ludwig Sinsheimer (1873–1942), in Freinsheim aufgewachsen, Bruder Hermann Sinsheimers und wie dieser Jurist, wurde in der Zeit des Nationalsozialismus wegen seiner jüdischen Glaubenstradition verfolgt und starb nach Deportation im französischen Internierungslager.
- Dieter Wagner, Industriemanager, Träger des Verdienstordens des Landes Rheinland-Pfalz
- Lotte Reibold (1928–2012), Trägerin des Verdienstordens des Landes Rheinland-Pfalz 1988
- Leonard Kunz (* 1992), Schauspieler, wuchs in Freinsheim auf